# Hisatake Chikanobu
Hisatake Chikanobu (久武 親信?; ... – 1579) è stato un samurai giapponese del periodo Sengoku, servitore del clan Chōsokabe.

## Biografia
Hisatake Chikanobu era figlio di Hisatake Shōgen e vassallo di Chōsokabe Motochika. Nel 1577 Chikanobu fu reso responsabile della sottomissione dei distretti di Uma e Kita nella provincia meridionale di Iyo con il compito di sottomettere i clan locali. Due anni dopo, durante l'assedio del castello di Okamoto, nel distretto di Uma, fu colpito da un proiettile e ucciso. Suo fratello minore Hisatake Chikanao gli succedette come capo della famiglia Hisatake.